# Афферентация
Афферентация (от лат. afferens «приносящий») — постоянный поток нервных импульсов, поступающих в центральную нервную систему от органов чувств, воспринимающих информацию как от внешних раздражителей (экстерорецепция), так и от внутренних органов (интерорецепция). Находится в прямой зависимости от количества и силы воздействующих раздражителей, а также от состояния — активности или пассивности — индивида.